# ايفان إيفانز
ايفان إيفانز (بالإنجليزية: Evan Evans)‏  (و. 1731 – 1789 م) هو شاعر، وراعي (أبرشية) من ويلز، ومملكة بريطانيا العظمى، توفي عن عمر يناهز 58 عاماً.

## التعليم
تعلم في كلية ميرتون.

## روابط خارجية
- ايفان إيفانز على موقع الموسوعة البريطانية (الإنجليزية)